# Палаццо-Адріано
Палаццо-Адріано (італ. Palazzo Adriano, сиц. Palazzu Adrianu) — муніципалітет в Італії, у регіоні Сицилія, метрополійне місто Палермо.
Палаццо-Адріано розташоване на відстані близько 480 км на південь від Рима, 50 км на південь від Палермо.
Населення — 2155 осіб (2014).
Щорічний фестиваль відбувається 6 грудня. Покровитель — святий Миколай di Mira.

## Демографія
Населення за роками:

Станом на 1 січня 2023 року в муніципалітеті офіційно проживав 51 іноземець з 14 країн, серед них 13 громадян країн Євросоюзу.

## Сусідні муніципалітети
- Бівона
- Бурджо
- Кастроново-ді-Січилія
- К'юза-Склафані
- Корлеоне
- Лукка-Сікула
- Прицці